# Suntalangu
Suntalangu is een bestuurslaag in het regentschap Oost-Lombok van de provincie West-Nusa Tenggara, Indonesië. Suntalangu telt 6211 inwoners (volkstelling 2010).